# Lorenz Goebel
Lorenz Goebel (* 17. November 1853 in Mainz; † 30. November 1936 ebenda) war ein deutscher Konditor und Fabrikant.

## Leben
Lorenz Goebel wurde im November 1853 als ältester Sohn des Nikolaus Goebel (1818–1897) und seiner Frau in eine Mainzer Bäcker- und Konditorenfamilie geboren. Begründer der Tradition war Johann Jakob Goebel (1777–1837), der im frühen 19. Jahrhundert von Niederlahnstein nach Mainz gezogen war. Die Familie Goebel mahlte ihr Mehl ursprünglich auf den Schiffsmühlen am Rheinufer und betrieben in der Mainzer Altstadt in der Augustinerstraße 12 eine Bäckerei.
Lorenz Goebel ging zunächst bei seinem Vater und bei seinem Onkel in die Lehre, bevor er sich auf Wanderschaft im Ausland begab. Er soll sich in Brüssel, Wien, Paris und Nizza aufgehalten haben. Nach seiner Rückkehr gründete er 1877 eine Süßwarenfabrik in der Augustinerstr. 12.
War anfangs das Angebot an Gebäck, Bonbons und Pralinen überschaubar, ließ sich der kreative Konditor nach und nach immer Neues einfallen. So erfand er unter anderem die "Rocks", glasartige fingerdicke Bonbonscheiben, in die – ähnlich wie bei venezianischer Glaskunst – Blumen und Schmetterlinge eingelassen waren. Von Anfang an brachte Goebel Schwung in seinen Laden. Das Geschäft in der Augustinerstraße wurde deshalb bald zu klein. Und auch das Grundstück, das Goebel für Laden und Fabrik in der Franziskanerstraße kaufte, bot bald zu wenig Raum.
Um 1890 hatte das Unternehmen bereits rund 100 Mitarbeiter, und die Firma zog in einen Komplex Ecke Fust- und Gymnasiumstraße. An beiden Straßenseiten konnte man den großen Schriftzug lesen "Conditoreiwaren & Bonbonfabrik L. Goebel". Vor dem Ersten Weltkrieg beschäftigte die „Zuckerfabrik Goebel“ dann schon fast 200 Mitarbeiter und galt als eines der größten Unternehmen in Mainz. In einem Artikel des Neuesten Anzeigers von 1908 wurde die Firma als „weitaus größte Zuckerwarenfabrik Hessens und Waren nach Mittel-, Süd- und Westdeutschland und Luxemburg“ charakterisiert. Bekannt war die Fabrik nicht nur für ihre innovativen und frischen Produkte, sondern auch für den gelungenen Einsatz technischer Mittel. Diesen konnten die Kunden u. a. im "Monder", dem Schaufenster, bewundern, so beispielsweise einen Ostereier legenden Hasen oder einen Nikolaus, der Lebkuchenfiguren aus seinem Sack holte und dann eine Zigarre rauchte.
Moderne Maschinen und Öfen wurden eingeführt, ein Aufzug im Innenhof transportierte Mehl und Zucker in die Silos auf dem Speicher, von wo sie durch Röhren in die Arbeitsräume fielen. Backwaren fuhren auf Schwebebahnen durch die Öfen, Gießformen für Nikoläuse und Osterhasen wurden im eigenen Atelier hergestellt.
Goebel nutzte den technischen Fortschritt auch für seine Schaufenstergestaltung, die ihm sehr am Herzen lag. Figuren, die sich mithilfe unsichtbarer Mechanik bewegten, zogen immer wieder Schaulustige an: der Jäger, der auf den Hasen schießt und dann selbst in den Brunnen fällt; der Nikolaus, der Lebkuchenstücke aus einem Sack holt und sich in den Mund schiebt, drohend die Rute hebt oder eine Zigarre raucht.
Kurz nach dem Ende des Ersten Weltkriegs zog sich Lorenz Goebel aus dem operativen Geschäft des Unternehmens zurück und übertrug die Verantwortung seinen drei Söhnen, darunter Joseph Philipp (1879–1938) und Nikolaus (1884–1917), die aus der Ehe mit Anna Dittel aus Mainz entstammten. Er starb im Alter von 83 Jahren. Sein Grab befindet sich auf dem Hauptfriedhof Mainz.

## Ehrungen
Für seine Produkte erhielt Lorenz Goebel einen Ehrenpreis der Stadt Mainz und einen Staatspreis des Großherzogtums Hessen-Darmstadt.